# Panorama DDR-Auslandspresseagentur
Die Panorama DDR-Auslandspresseagentur GmbH in Berlin fungierte für spezifische Aufgaben im Bereich der Auslandsinformation der DDR.
Sie verschickte Exklusivbeiträge für ausländische Massenmedien, stellte Faktenmaterial und Dokumentationen über das gesamte öffentliche Leben in der DDR zur Verfügung, gab Informationsbroschüren heraus und vertrieb eine Monatszeitschrift. Diese hieß „Panorama Kommunal“ und erschien in Zusammenarbeit mit dem Städte- und Gemeindetag der DDR in einer Auflage von 9000 Exemplaren in Deutsch, Englisch und Französisch.